# 1 Night
Pour plus de détails, voir Fiche technique et Distribution.
1 Night est un film américain de fiction romantique, écrit et réalisé par Minhal Baig (en), sorti en 2016. Anna Camp, Justin Chatwin, Isabelle Fuhrman et Kyle Allen en sont les acteurs principaux.

## Fiche technique
- Titre original : 1 Night ou One Night
- Réalisation : Minhal Baig (en)
- Assistant-réalisateur : Kristina Branch
- Scénario : Minhal Baig (en)
- Direction artistique : Jesse M. Feldman
- Costumes : Antoinette Messam
- Montage : Jonathan M. Dillon
- Musique : Sean Giddings
- Chanson : Madeline Fuhrman
- Production : Kerry Barden, Hans Canosa, Marius A. Markevicius
- Co-production : Zilvinas Naujokas, Han West
- Société(s) de production : Sorrento Productions, Canosa Productions
- Société(s) de distribution : levelFILM (Canada)
- Pays d’origine :  États-Unis
- Langue originale : anglais
- Format : couleur
- Genre : drame, romance
- Durée :
  - 80 minutes
  - 75 minutes (Corée du sud)
- Dates de sortie :
  - États-Unis : 14 octobre 2016 (Austin Film Festival)

## Distribution
- Anna Camp : Elizabeth
- Justin Chatwin : Drew
- Isabelle Fuhrman : Bea
- Kyle Allen : Andy
- Roshon Fegan : Henry
- Kelli Berglund : Rachel
- Evan Hofer (en) : Dave
- Alexander Roberts : un serveur

## Production
Le film a été tourné à Los Angeles sur une période de 16 jours. Les prises de vues principales ont débuté le 25 septembre 2014 et se sont terminées le 11 octobre 2014.

## Sortie
Le film a été présenté en première mondiale au Austin Film Festival le 14 octobre 2016. Les distributeurs indépendants Level 33 Entertainment et LevelFILM ont diffusé le film dans certains cinémas et en vidéo à la demande le 10 février 2017 aux États-Unis et au Canada.

## Critiques
1 nuit a reçu une majorité de critiques négatives. Sur Rotten Tomatoes, le film détient une note de 20%, basée sur 5 avis, avec une note moyenne de 4.2 / 10. John DeFore, du Hollywood Reporter a écrit dans sa critique négative : « Pour ses débuts, Minhal Baig a fait appel à des acteurs expérimentés, mais il ne sait pas trop quoi faire avec eux, faisant un gâchis de sa méditation sur les compromis nécessaires pour maintenir une relation qui dure ».